# Jacqueline Freney
Jacqueline Rose Freney OAM (nascida em 6 de junho de 1992) é uma nadadora paralímpica australiana com paralisia cerebral. Nos Jogos Paralímpicos de Verão de 2012 em Londres, Jacqueline quebrou o recorde australiano de seis medalhas de ouro de Siobhan Paton numa só edição dos Jogos ao conquistar a sua sétima medalha de ouro nos 400 metros livre da categoria S7. Ela terminou os Jogos com oito medalhas de ouro, mais do que qualquer outro participante. Também foi aos Jogos Paralímpicos de 2008 em Pequim, onde conquistou três medalhas de prata, nas provas de 50, 100 e 400 metros livre, todas da categoria S8. Já obteve seis medalhas no Campeonato Mundial de Natação Paralímpica, sendo quatro pratas e dois bronzes. Em fevereiro de 2012, Jacqueline foi eleita Atleta do Ano da Ballina Shire e no mesmo ano foi finalista do prêmio "Atleta Paralímpico Australiano do Ano".

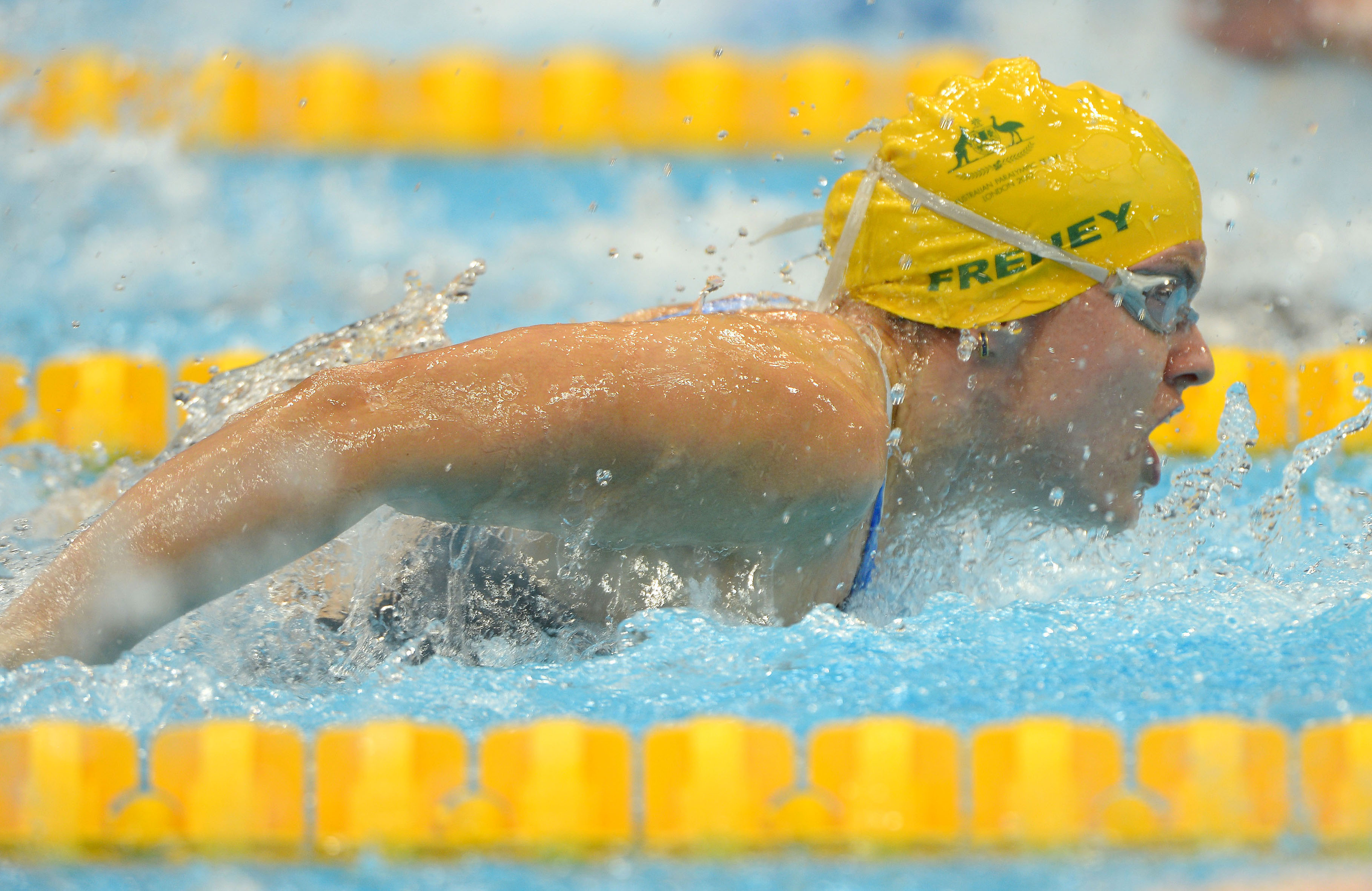
Freney durante a Paralimpíada de Londres, em 2012.